# Eumenio
Eumenio (in latino Eumenius; Augustodunum, 260 – 311) è stato un retore romano.

## Biografia
Circostanziate notizie biografiche ci vengono offerte da Eumenio stesso. Egli nacque nella Gallia Lugdunensis a Augustodunum (odierna Autun), capitale degli Edui. Di origine greca, suo nonno, emigrato da Atene a Roma, alla fine si era stabilito ad Augustodunum come insegnante di retorica ed Eumenio, probabilmente, prese il posto di suo padre, in quanto divenne magister memoriae (primo segretario dell'imperatore Costanzo Cloro, che accompagnò in molte delle sue campagne.
Nel 296, Cloro ripristinò le famose scuole (scholae Maenianae) di Augustodunum, bloccate dalla crisi del III secolo, forse per mancanza di fondi o di studenti, tanto che gli edifici erano stati fortemente danneggiati durante un assedio della città nel 269. L'imperatore, a tal proposito, nominò Eumenio alla gestione delle scuole, il che gli permise di mantenere il rango di un alto ufficiale imperiale e raddoppiare il suo stipendio.

## Pro instaurandis scholis
Il suo discorso, di solito chiamato Pro instaurandis scholis ("Per il restauro delle scuole"), fu probabilmente recitato nel 297 nel foro di Augustodunum o Lugdunum (l'attuale Lione) davanti al governatore della provincia, con l'obiettivo di chiedere al governatore se Eumenio potesse dedicare il suo stipendio (o gran parte di esso) per ricostruire le scuole ad Autun.
Eumenio elogia gli imperatori (Costanzo Cloro e suoi colleghi della tetrarchia), oltre a descrivere le misure necessarie per ripristinare le scuole nel loro precedente stato di efficienza, sottolineando che intende aiutare il lavoro di tasca propria e citando la lettera imperiale di Costanzo che gli concedeva la sua posizione e lo stipendio.
Inoltre, altri panegirici anonimi del corpus dei Panegyrici latini sono stati attribuiti a Eumenioː questo punto di vista è stato ampiamente abbandonato ed Eumenio è considerato come l'autore del solo Pro instaurandis scholis.